# Llistes reials d'Egipte
 Llistes Reals  de l'antic Egipte és la denominació habitual de les inscripcions o documents que contenen una relació, generalment fragmentària, dels faraons d'Egipte. Les més importants són:

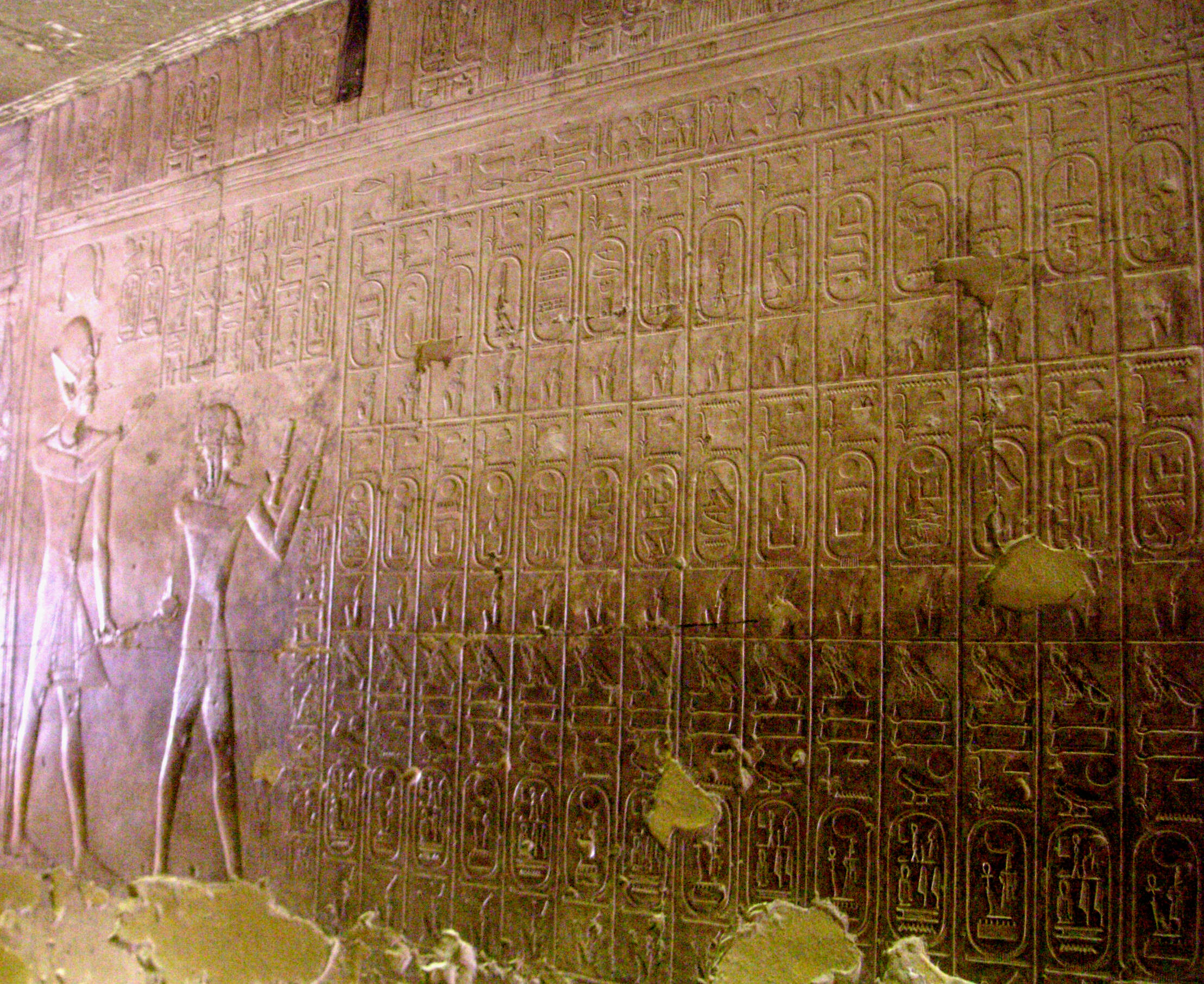
Llista Real d'Abidos, presidida pel faraó Sethy I i el seu fill Ramsès II.

- Pedra de Palerm: un fragment d'una llosa de basalt gravada, datada a la dinastia V.
- Llista reial de Karnak: trobada al temple d'Amón de Karnak, amb 61 cartutxos, però només es poden llegir cinquanta, des Menes fins Tuthmosis III (segle XV aC).
- Llista d'Abidos: un baix relleu amb 76 cartutxos de faraons gravats en un mur del temple de Seti I, de la dinastia XIX (segle xiii; aC), a Abidos.
- Llista de Saqqara: un baix relleu que contenia 58 cartutxos de faraons (perduren 47) en un mur de la tomba de  Tenry , a Saqqara, sacerdot i escrigui de Ramsès II (segle xiii aC).
- Papir de Torí: fragments d'un papir amb text redactat en escriptura hieràtica que data possiblement de l'època de Ramsès II, de la dinastia XIX.
- Llista de Manethó: sacerdot egipci de l'Època Ptolemaica (segle iii aC) que va redactar una història d'Egipte, la  Aegyptiaka , perdent-se l'original, encara que parcialment copiada per Flavi Josep (segle i), Sext Juli Africà, amb 561 reis (segle ii - III), el Bisbe Eusebi de Cesarea, amb 361 reis (segle iii - IV) i el monjo Jordi Sincel·le (segle viii - ix)